# 민족명
민족명(ethnonym,  고대 그리스어  ἔθνος (éthnos) '국민' and  ὄνομα (ónoma) '이름')은 특정 민족에 적용되는 이름이다. 민족명은 두 가지 범주로 나눌 수 있다: 외칭 (민족의 이름이 다른 집단에 의해 만들어진 것)과 자칭명, 또는 내칭 (이름이 민족 자체에 의해 만들어지고 사용되는 것).
예를 들어, 독일의 지배적인 민족은 독일인이다. '독일인'이라는 민족명은 영어에서 사용되는 라틴어 파생 외칭이지만, 독일인들은 자신들을 내칭인 Deutsche라고 부른다. 독일 민족은 유럽 전역에서 프랑스어의 Allemands, 이탈리아어의 tedeschi, 스웨덴어의 tyskar, 폴란드어의 Niemcy와 같은 다양한 외칭으로 식별된다.
인명학의 하위 분야로서 민족명 연구는 민족명학 또는 민족명학이라 불린다.
민족명은 인구 내의 민족적 또는 언어적 분할에 관계없이 지리적 영토의 모든 사람들을 지칭하는 데모님과 혼동해서는 안 된다.

## 변형
수많은 민족명은 다양한 수준의 인식, 수용 및 사용과 함께 동일한 민족 또는 인종 집단에 적용될 수 있다. 사우스 오스트레일리아 주립 도서관은 오스트레일리아 원주민 및 토레스 해협 제도 원주민과 관련된 문헌에 대한 미국 의회도서관 표제를 고려할 때 이 문제를 숙고했다. 약 20개의 다른 민족명이 잠재적인 미국 의회도서관 표제로 고려되었지만, 그 중 일부만이 목록 작성 목적으로 사용될 것이 권장되었다.

## 시간 경과에 따른 변화
민족명은 시간이 지남에 따라 성격이 변할 수 있다. 처음에는 사회적으로 용인되었지만, 모욕적인 것으로 간주되거나 인종 비하 용어가 될 수 있다. 예를 들어, 집시라는 용어는 롬인을 지칭하는 데 사용되어 왔다. 다른 예로는 반달족, 부시맨, 야만, 필리스티아인 등이 있다.
아프리카계 미국인에게 적용된 민족명은 더 큰 진화를 보여주었다. 유색인과 같은 오래된 용어는 부정적인 함의를 가지고 있었고 흑인 또는 아프리카계 미국인과 같은 현대적 등가물로 대체되었다. 니그로와 같은 다른 민족명은 다른 지위를 가진다. 이 용어는 1960년대 마틴 루터 킹 주니어와 같은 활동가들에 의해 사용될 때 용인되는 것으로 간주되었지만, 다른 활동가들은 다른 관점을 취했다. 1960년 일라이저 무하마드의 연설을 논의하면서 "무슬림들에게 니그로와 유색인과 같은 용어는 흑인 인종의 과거 위대함을 부정하기 위해 백인들이 만든 낙인"이라고 언급되었다.
사십 년 후에도 비슷한 의견 차이가 남아 있다. 2006년에 한 논평가는 니그로라는 용어가 많은 곳에서 구식이거나 불쾌하다고 제안했다. 마찬가지로 "유색인"이라는 단어는 여전히 NAACP 또는 전미 유색인 지위 향상 협회의 이름에 나타난다.
이러한 맥락에서 민족명은 완곡어법의 쳇바퀴 현상에 취약하다.

## 형태론 및 유형론
영어에서 민족명은 일반적으로 접미사를 통해 형성된다. -a로 끝나는 지명에 대한 대부분의 민족명은 -n을 추가하여 형성된다: 불가리아, 불가리아인; 에스토니아, 에스토니아인. 영어의 많은 경우에, 집단의 지배적인 언어 이름은 그들의 영어 민족명과 동일하다. 프랑스인들은 프랑스어를 말하고, 독일인들은 독일어를 말한다. 이것은 때때로 잘못 과도하게 일반화되기도 한다. 인도 출신 사람들은 "인도어"를 말한다고 가정할 수 있지만, 인도에는 그 이름으로 불리는 언어가 없다.
일반적으로 어떤 사람들의 집단이라도 국가나 지방과의 정치적 관계, 지리적 특징, 언어 또는 다른 독특한 특징과 관련된 여러 민족명을 가질 수 있다. 민족명은 기원이나 사용과 관련된 복합어일 수 있다.
정치-민족명은 다의어인 오스트리아인이라는 용어가 때때로 그들 자신의 내칭을 가진 오스트리아의 토착 독일어권 주민들을 더 구체적으로 지칭하는 데 사용되는 것처럼, 정치적 소속에서 이름이 유래했음을 나타낸다.
지형-민족명은 지명에서 유래한 민족명을 의미한다. 예를 들어, 다의어인 몬테네그로인이라는 용어는 원래 흑산 (몬테네그로)의 지리적 지역 주민들을 지칭하는 데 사용되었지만, 현대 몬테네그로 민족을 지칭하는 추가적인 민족명 사용을 획득했다. 고전 지리학자들은 일반적인 설명이나 알려지지 않은 내칭을 대신하여 지형-민족명 (지명에서 형성된 민족명)을 자주 사용했다.
복합 용어는 용어의 의미를 구별하기 위해 전문 문헌에서 널리 사용된다.

## 관련 용어
고유명사학 연구에는 민족명과 관련된 여러 용어가 있는데, 예를 들어 민족명에서 형성된 특정 지명을 나타내는 민족지명이 있다. 많은 지역 및 국가의 이름이 민족지명이다.

## 같이 보기
- -onym
- 데모님
- 디아스포라 연구
- 민족명 성씨
- 하이픈 아메리칸
- 스테이티스텍스트
- 고유명사학
- 종교명
- 인종 비하 용어